# Municipio de Walshville (Illinois)
El municipio de Walshville (en inglés: Walshville Township) es un municipio ubicado en el condado de Montgomery en el estado estadounidense de Illinois. En el año 2010 tenía una población de 347 habitantes y una densidad poblacional de 3,64 personas por km².

## Geografía
El municipio de Walshville se encuentra ubicado en las coordenadas 39°2′33″N 89°38′22″O / 39.04250, -89.63944. Según la Oficina del Censo de los Estados Unidos, el municipio tiene una superficie total de 95.26 km², de la cual 95,19 km² corresponden a tierra firme y (0,07 %) 0,06 km² es agua.

## Demografía
Según el censo de 2010, había 347 personas residiendo en el municipio de Walshville. La densidad de población era de 3,64 hab./km². De los 347 habitantes, el municipio de Walshville estaba compuesto por el 96,25 % blancos, el 2,59 % eran afroamericanos, el 0,29 % eran amerindios, el 0,58 % eran asiáticos y el 0,29 % eran de una mezcla de razas. Del total de la población el 0,29 % eran hispanos o latinos de cualquier raza.